# Hygrophorus carcharias
Hygrophorus carcharias är en svampart som beskrevs av E. Horak 1973. Hygrophorus carcharias ingår i släktet Hygrophorus och familjen Hygrophoraceae.   Inga underarter finns listade i Catalogue of Life.